# Aftermath (2024)
Aftermath is een Amerikaanse actiefilm uit 2024 geregisseerd door Patrick Lussier. De film ging op 1 november 2024 in première.

## Verhaal
De film volgt oorlogsveteraan Eric Daniels die teruggekeerd is naar het normale leven, maar wel dankzij zijn werk leidt aan posttraumatische stressstoornis. Eric moet later zijn vaardigheden als militair weer inzetten als hij met zijn tienerzus gegijzeld wordt door een zwaarbewapende groep ex-militaire revolutionairen.

## Rolverdeling
| acteur                | personage             |
| --------------------- | --------------------- |
| Dylan Sprouse         | Eric Daniels          |
| Mason Gooding         | Jimmy 'Romeo' Roken   |
| Dichen Lachman        | Doc                   |
| Megan Stott           | Madeline Daniels      |
| Kevin Chapman         | inspecteur Grimes     |
| Will Lyman            | Joe Kozak             |
| Shahjehan Khan        | Ozzie                 |
| Derek K. Moore        | Michael 'Echo' Morin  |
| Jason Armani Martinez | Jeff 'Foxtrot' Willis |
| Ashley Pynn           | Sierra                |
| Daniel Rios jr.       | Kilo                  |
| Nick Apostolides      | Galotti               |
| Mark Pettograsso      | Yankee                |
| Mark Irvingsen        | Wisdom                |
| Tanner Zagarino       | Tango                 |

## Achtergrond
De film werd geregisseerd door Patrick Lussier, naar een scenario dat werd geschreven door Nathan Graham Davis. De productie van de film werd verzorgd door Brian Pitt, Lucas Jarach, Tim Sullivan en Jonathan Deckter. De opnames van de film werden eind januari 2023 in Boston afgerond. Hoofdrollen in de film waren weggelegd voor onder anderen Dylan Sprouse, Mason Gooding, Dichen Lachman, Megan Stott en Kevin Chapman.

## Release
Aftermath ging op 1 november 2024 in de Verenigde Staten in première, hierbij werd de film beperkt in de Amerikaanse bioscopen uitgebracht en verscheen deze gelijktijdig online op video on demand diensten. De film werd vier maanden later, op 13 maart 2025, pas in de Nederlandse bioscopen uitgebracht.